# Brandtaucher
Le Brandtaucher est un sous-marin conçu en 1850 par l’inventeur et ingénieur bavarois  Wilhelm Bauer et construit par Schweffel & Howaldt à Kiel pour la flottille du Schleswig-Holstein (partie de la Reichsflotte). Coulé lors de ses essais, puis redécouvert, le Brandtaucher est le plus ancien sous-marin survivant connu au monde.

## Historique
En janvier 1850, Wilhelm Bauer, qui avait servi comme cavalier pendant la première guerre prusso-danoise, conçoit le Brandtaucher comme un moyen de mettre fin au blocus naval de l’Allemagne par le Danemark. Le premier croquis de Bauer a attiré l’attention du ministre de la Marine, qui lui a permis de construire un modèle réduit de 70 × 18 × 29 cm. Ce modèle réduit a été présenté dans le port de Kiel devant des dignitaires de la marine. Ses performances satisfaisantes ont conduit à la construction d’un modèle grandeur nature, qui a été financé par des contributions du personnel de l’armée et des civils locaux. En raison du financement insuffisant, l’échelle du bateau a dû être réduite et la conception a été modifiée et simplifiée. En conséquence, la profondeur de plongée a été réduite de 30 m à 9,5 m. Cette révision de la conception comprenait l’élimination des réservoirs de ballast fermés, qui devaient être utilisés pour contenir l’eau absorbée par le sous-marin pour plonger, puis expulsée pour refaire surface. Au lieu de cela, on laissait l’eau s’accumuler au fond de la coque, sous le plancher principal, et elle pouvait se déplacer relativement sans obstacles dans cette zone lorsque le navire changeait d’assiette. L’instabilité qui en a résulté a probablement été un facteur important contribuant à la perte du navire.
Le Brandtaucher mesurait 8,07 m de long et 2,02 m de largeur maximale, avec un tirant d'eau de 2,63 m. Il était propulsé par son équipage à l’aide de trois grandes roues en cage d'écureuil reliées à une hélice. Il pouvait atteindre une vitesse de trois nœuds, mais elle ne pouvait pas être maintenue pendant de longues périodes.

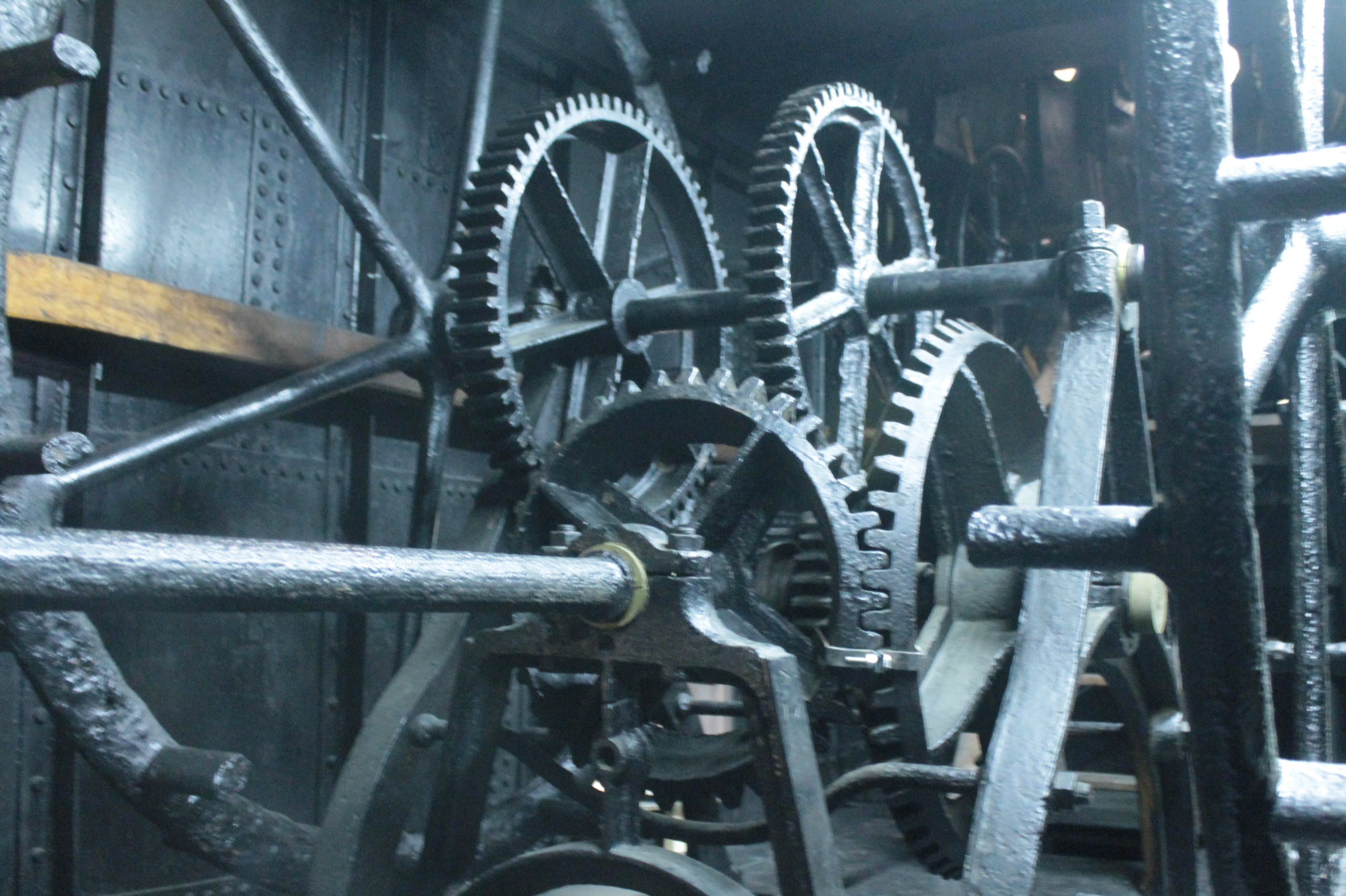
Mécanisme interne du Brandtaucher.
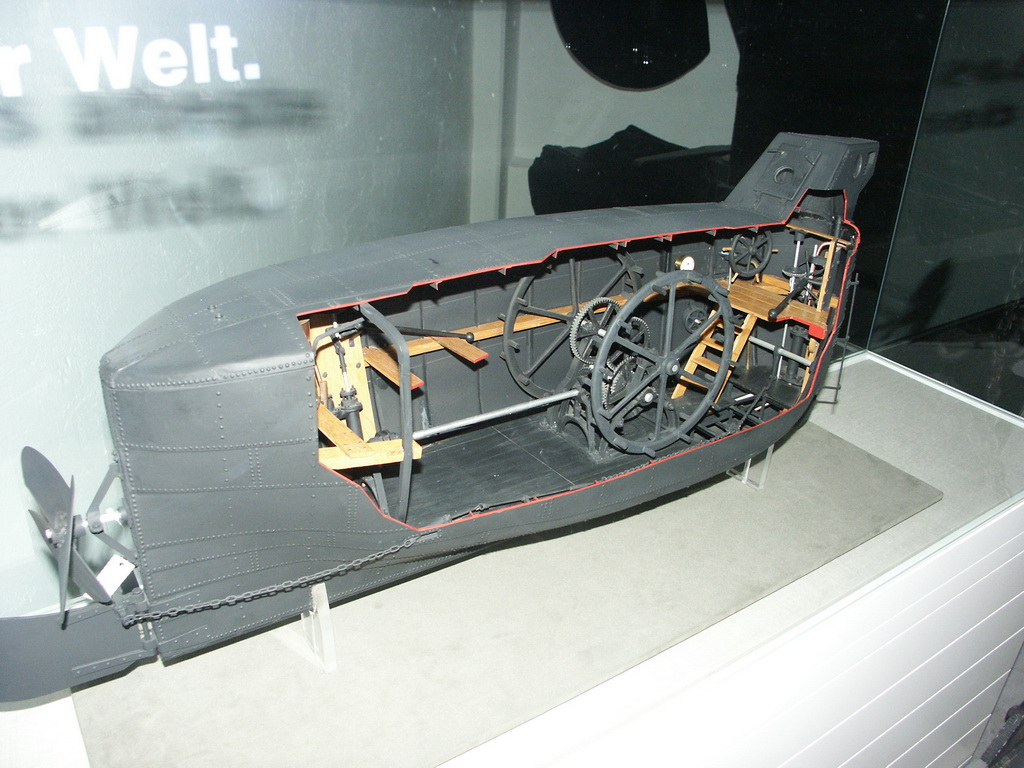
Le modèle réduit en coupe du Brandtaucher à Dresde.
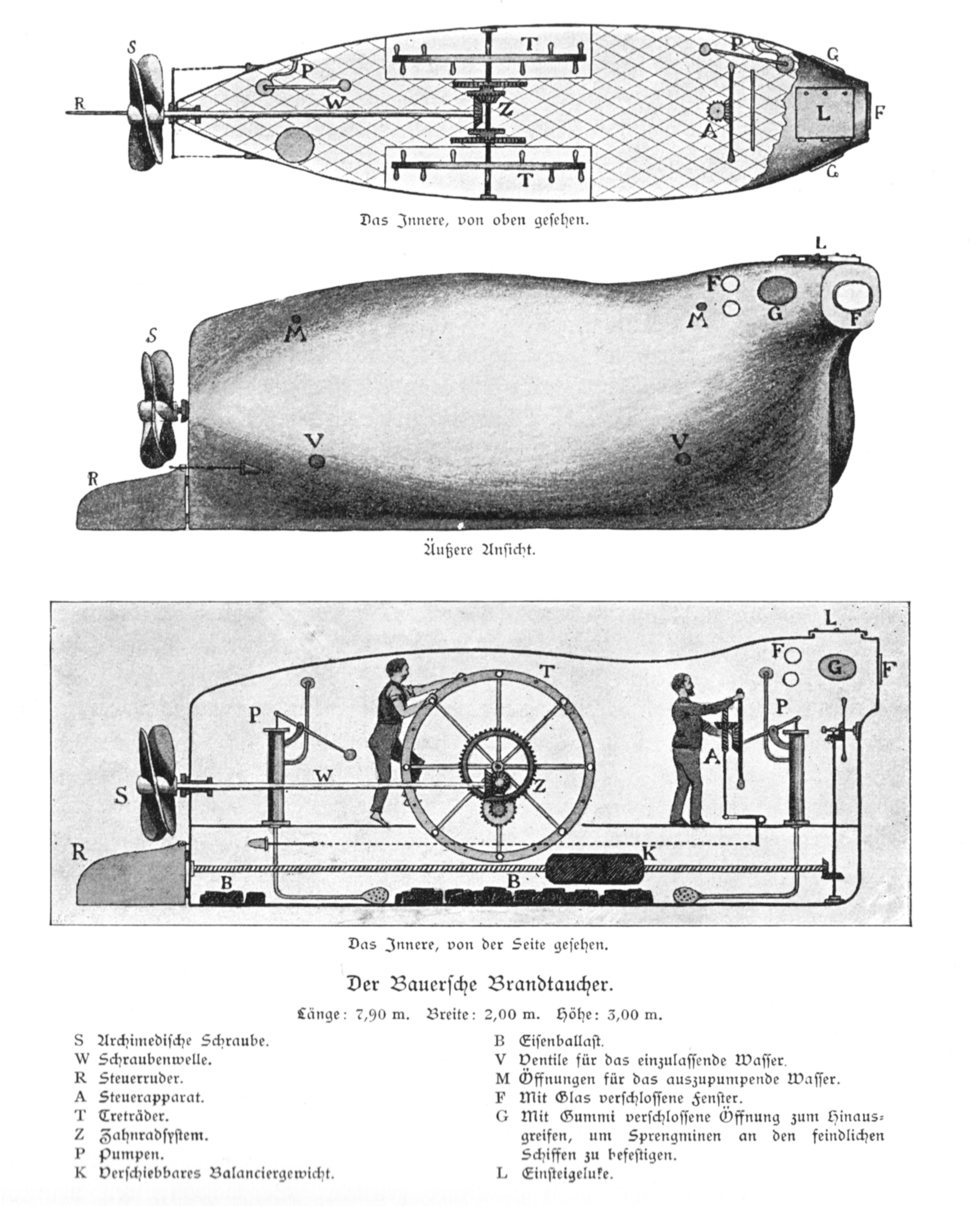
Esquisse du Brandtaucher (d’après un livre de 1896).

Le 1er février 1851, le Brandtaucher coule dans le port de Kiel après un accident de plongée lors d'essais. Le sous-marin a connu une défaillance de l’équipement et a coulé à 60 pieds au fond du port de Kiel. Bauer s’est échappé en laissant entrer de l’eau, augmentant ainsi la pression de l’air, ce qui lui a permis et à ses deux compagnons d’ouvrir l'écoutille et de nager jusqu’à la surface. Il s’agissait de la première évacuation sous-marine à être observée.
L’épave a été découverte en 1887 et elle a été renflouée le 5 juillet 1887. Le Brandtaucher a d’abord été exposé à l’Académie de marine de Kiel, puis il a été déplacé en 1906 au Museum für Meereskunde de Berlin. De 1963 à 1965, il a été restauré en République démocratique allemande à Rostock et exposé au Musée de la Nationale Volksarmee de Potsdam. Il peut maintenant être vu au Musée d'histoire militaire de Dresde (Militärhistorisches Museum der Bundeswehr).